# Gran Premio di Gran Bretagna 1986
Il Gran Premio di Gran Bretagna 1986,  (XXXIX Shell Oils British Grand Prix) e nona gara del campionato di Formula 1 del 1986, si è svolto il 13 luglio sul Circuito di Brands Hatch ed è stato vinto da Nigel Mansell su Williams-Honda. Inoltre fu l'ultima apparizione in F1 per Jacques Laffite per un grave infortunio al via con il ferrarista Stefan Johansson che lo urto' e spinse contro un muro. Fu anche l'ultima volta in cui si corse sul quel circuito.

## Qualifiche
| Pos | Nº | Pilota             | Costruttore            | Q1          | Q2          | Distacco |
| --- | -- | ------------------ | ---------------------- | ----------- | ----------- | -------- |
| 1   | 6  | Nelson Piquet      | Williams-Honda         | 1.07:690    | 1.06:961    |          |
| 2   | 5  | Nigel Mansell      | Williams-Honda         | 1.08:818    | 1.07:399    | +0,438   |
| 3   | 12 | Ayrton Senna       | Lotus-Renault          | 1.09:042    | 1.07:564    | +0,563   |
| 4   | 20 | Gerhard Berger     | Benetton-BMW           | 1.09:916    | 1.08:196    | +1,235   |
| 5   | 2  | Keke Rosberg       | McLaren-TAG Porsche    | 1.09:479    | 1.08:477    | +1,516   |
| 6   | 1  | Alain Prost        | McLaren-TAG Porsche    | 1.09:779    | 1.09:334    | +2,373   |
| 7   | 19 | Teo Fabi           | Benetton-BMW           | 1.11:819    | 1.09:409    | +2,448   |
| 8   | 25 | René Arnoux        | Ligier-Renault         | 1.09:971    | 1.09:543    | +2,582   |
| 9   | 8  | Derek Warwick      | Brabham-BMW            | 1.12:403    | 1.10:209    | +3,248   |
| 10  | 11 | Johnny Dumfries    | Lotus-Renault          | 1.10:304    | 1.10:583    | +3.343   |
| 11  | 3  | Martin Brundle     | Tyrrell-Renault        | 1.11:432    | 1.10:334    | +3,373   |
| 12  | 27 | Michele Alboreto   | Ferrari                | 1.11:662    | 1.10:338    | +3,377   |
| 13  | 18 | Thierry Boutsen    | Arrows-BMW             | 1.12:333    | 1.10:941    | +3,980   |
| 14  | 15 | Alan Jones         | Lola-Ford              | 1.12:060    | 1.11:121    | +4,160   |
| 15  | 7  | Riccardo Patrese   | Brabham-BMW            | 1.12:513    | 1.11:267    | +4,306   |
| 16  | 4  | Philippe Streiff   | Tyrrell-Renault        | 1.11:682    | 1.11:450    | +4,489   |
| 17  | 16 | Patrick Tambay     | Lola-Ford              | 1.13:376    | 1.11:458    | +4,497   |
| 18  | 28 | Stefan Johansson   | Ferrari                | 1.11:500    | 1.11:568    | +4,539   |
| 19  | 26 | Jacques Laffite    | Ligier-Renault         | 1.12:715    | 1.12:281    | +5,320   |
| 20  | 24 | Alessandro Nannini | Minardi-Motori Moderni | 1.12:848    | 1.13:496    | +5,887   |
| 21  | 23 | Andrea De Cesaris  | Minardi-Motori Moderni | 1.14:366    | 1.12:980    | +6,019   |
| 22  | 14 | Jonathan Palmer    | Zakspeed               | 1.14:678    | 1.13:099    | +6.048   |
| 23  | 17 | Christian Danner   | Arrows-BMW             | 1.13:261    | 1.13:421    | +6,300   |
| 24  | 21 | Piercarlo Ghinzani | Osella-Alfa Romeo      | 1.16:440    | 1.16:134    | +9,173   |
| 25  | 29 | Huub Rothengatter  | Zakspeed               | senza tempo | 1.16:854    | +9,917   |
| 26  | 22 | Allen Berg         | Osella-Alfa Romeo      | 1.18:319    | senza tempo | +11,738  |

## Ordine d'arrivo
| Pos  | Nº | Pilota             | Costruttore            | Giri | Tempo/Ritiro                  | Pos. Griglia | Punti |
| ---- | -- | ------------------ | ---------------------- | ---- | ----------------------------- | ------------ | ----- |
| 1    | 5  | Nigel Mansell      | Williams-Honda         | 75   | 1h 30'38"471                  | 2            | 9     |
| 2    | 6  | Nelson Piquet      | Williams-Honda         | 75   | +5"574                        | 1            | 6     |
| 3    | 1  | Alain Prost        | McLaren-TAG Porsche    | 74   | +1 giro                       | 6            | 4     |
| 4    | 25 | René Arnoux        | Ligier-Renault         | 73   | +2 giri                       | 8            | 3     |
| 5    | 3  | Martin Brundle     | Tyrrell-Renault        | 72   | +3 giri                       | 11           | 2     |
| 6    | 4  | Philippe Streiff   | Tyrrell-Renault        | 72   | +3 giri                       | 16           | 1     |
| 7    | 11 | Johnny Dumfries    | Lotus-Renault          | 72   | +3 giri                       | 10           |       |
| 8    | 8  | Derek Warwick      | Brabham-BMW            | 72   | +3 giri                       | 9            |       |
| 9    | 14 | Jonathan Palmer    | Zakspeed               | 69   | +6 giri                       | 22           |       |
| NC   | 18 | Thierry Boutsen    | Arrows-BMW             | 62   | Non Classificato              | 13           |       |
| Rit. | 16 | Patrick Tambay     | Lola-Ford              | 60   | Cambio                        | 17           |       |
| Rit. | 27 | Michele Alboreto   | Ferrari                | 51   | Problemi al turbo             | 12           |       |
| Rit. | 24 | Alessandro Nannini | Minardi-Motori Moderni | 50   | Problemi allo sterzo          | 20           |       |
| Rit. | 19 | Teo Fabi           | Benetton-BMW           | 45   | Alimentazione                 | 7            |       |
| Rit. | 7  | Riccardo Patrese   | Brabham-BMW            | 39   | Motore                        | 15           |       |
| Rit. | 12 | Ayrton Senna       | Lotus-Renault          | 27   | Cambio                        | 3            |       |
| Rit. | 29 | Huub Rothengatter  | Zakspeed               | 24   | Motore                        | 25           |       |
| Rit. | 23 | Andrea De Cesaris  | Minardi-Motori Moderni | 23   | Problemi elettrici            | 21           |       |
| Rit. | 20 | Gerhard Berger     | Benetton-BMW           | 22   | Problemi elettrici            | 4            |       |
| Rit. | 15 | Alan Jones         | Lola-Ford              | 22   | Acceleratore                  | 14           |       |
| Rit. | 28 | Stefan Johansson   | Ferrari                | 20   | Motore                        | 18           |       |
| Rit. | 2  | Keke Rosberg       | McLaren-TAG Porsche    | 7    | Cambio                        | 5            |       |
| Rit. | 26 | Jacques Laffite    | Ligier-Renault         | 0    | Incidente alla prima partenza | 19           |       |
| Rit. | 17 | Christian Danner   | Arrows-BMW             | 0    | Incidente alla prima partenza | 23           |       |
| Rit. | 21 | Piercarlo Ghinzani | Osella-Alfa Romeo      | 0    | Incidente alla prima partenza | 24           |       |
| Rit. | 22 | Allen Berg         | Osella-Alfa Romeo      | 0    | Incidente alla prima partenza | 26           |       |

## Classifiche

### Piloti
| Pos. | Pilota           | Punti |
| ---- | ---------------- | ----- |
| 1    | Nigel Mansell    | 47    |
| 2    | Alain Prost      | 43    |
| 3    | Ayrton Senna     | 36    |
| 4    | Nelson Piquet    | 29    |
| 5    | Keke Rosberg     | 17    |
| 6    | Jacques Laffite  | 14    |
| 7    | René Arnoux      | 11    |
| 8    | Stefan Johansson | 7     |
| 9    | Gerhard Berger   | 6     |
| 10   | Michele Alboreto | 6     |
| 11   | Martin Brundle   | 4     |
| 12   | Teo Fabi         | 2     |
| 13   | Riccardo Patrese | 2     |
| 14   | Philippe Streiff | 1     |

### Costruttori
| Pos. | Team                | Punti |
| ---- | ------------------- | ----- |
| 1    | Williams-Honda      | 76    |
| 2    | McLaren-TAG Porsche | 60    |
| 3    | Lotus-Renault       | 36    |
| 4    | Ligier-Renault      | 25    |
| 5    | Ferrari             | 13    |
| 6    | Benetton-BMW        | 8     |
| 7    | Tyrrell-Renault     | 5     |
| 8    | Brabham-BMW         | 2     |